# Vasilij Polenov
Vasilij Dmitrievitj Polenov (ryska: Василий Дмитриевич Поленов), född 1844 i St Petersburg, död 1927 i Polenovo i Tula oblast, var en rysk konstnär i den realistiska skolan. Han var knuten till de så kallade Peredvizjnikerna, en utbrytarrörelse från dåvarande mainstream. 
Hans yngre syster Jelena Polenova var även hon en framstående konstnär.
Asteroiden 4940 Polenov är uppkallad efter honom.